# مسجد فاليدي (ميتيليني)
مسجد فاليدي (باليونانية: Βαλιδέ Τζαμί)‏، (بالتركية: Valide Camii)‏، وتعني حرفيًا "مسجد السلطانة الأم": هو مسجد تاريخي يقع في ميتيليني، على جزيرة لسبوس في اليونان.

## الوصف
يقع المسجد في الحي التركي القديم في مدينة إيبانو سكالا. وفقًا لنقش مؤسسها فوق مدخلها، فقد تم بناؤه في 1615، مما يجعله واحداً من أقدم المساجد في الجزيرة.
هو مبنى حجري، ويتآلف من مستوى واحد، وسقف مائل. كان هناك فيما مضى فناء مرصوف بالحجارة مع نافورة رخامية، يتم الوصول إليه عبر درج رخامي. كان الديكور الداخلي عبارة عن لوحات جصية ملونة، والتي تم تغطيتها بلون داكن بعد مغادرة السكان المسلمين للجزيرة. ق. 6 متر (20 قدم) يبلغ ارتفاع المحراب ويتميز بزخارف جصية. تم بناء المئذنة ذات الطراز العربي من الحجر الأحمر المستخرج من آيوالق، وتم الحفاظ عليها بالكامل تقريبًا باستثناء جزء من قمتها.
تم تصنيف المبنى ومئذنته كآثار محمية من قبل وزارة الثقافة والرياضة (اليونان) في 1981، ولكن لم يتم ترميمهما. في أوائل 2018، تم تخصيص 1.2 مليون يورو لأعمال ترميم المبنى، تحت إشراف هيئة الآثار في لسبوس.

## أنظر أيضا
- الإسلام في اليونان
- قائمة المساجد السابقة في اليونان
- قائمة مساجد اليونان
- اليونان العثمانية